# Eurybia persona
Eurybia persona är en fjärilsart som beskrevs av Otto Staudinger 1876. Eurybia persona ingår i släktet Eurybia och familjen Riodinidae. Inga underarter finns listade i Catalogue of Life.